# چاینا دیلی
چاینا دیلی (به انگلیسی: China Daily؛ به چینی: 中国日报؛ به پین‌یین: Zhōngguó Rìbào) روزنامه‌ای به زبان انگلیسی است که در جمهوری خلق چین چاپ می‌شود.